# Grace Lau
Grace Lau Mo-sheung (19 ottobre 1991) è una karateka hongkonghese, bronzo olimpico a Tokyo 2020.

## Palmarès
- Giochi olimpici

Tokyo 2020: bronzo nel kata.
- Mondiali

Madrid 2018: bronzo nel kata.
Dubai 2021: bronzo nel kata.
Budapest 2023: argento nel kata.
- World Games

Birmingham 2022: bronzo nel kata.
Chengdu 2025: oro nel kata.
- Giochi asiatici

Jakarta 2018: bronzo nel kata.
Hangzhou 2022: bronzo nel kata.
- Giochi mondiali sulla spiaggia

Doha 2019: bronzo nel kata.